# Zádor
Zádor község Baranya vármegyében, a Szigetvári járásban.

## Fekvése
Szigetvártól délnyugatra helyezkedik el, Kastélyosdombó és Szörény közt, közvetlenül a megyehatár mellett az 5809-es út menti síkságon.

### Megközelítése
Legfontosabb közúti megközelítési útvonala a Kétújfalut Barcs térségével összekötő 5809-es út. A megyeszékhely, Pécs felől Szigetváron és Kétújfalun át közelíthető meg a legegyszerűbben, a 6-os főúton, majd az 5808-as és az 5809-es úton.
Határszélét délen, egy rövid szakaszon érinti még a Harkány-Sellye-Darány közt húzódó 5804-es út is, de a község lakott helyeit az az út messze elkerüli.
A hazai vasútvonalak közül a települést a Középrigóc–Villány-vasútvonal érintette, melynek egy megállási pontja volt itt, Szörény megállóhely. A vonalon azonban 2007 márciusa óta szünetel a forgalom.

## Története
Zádort 1332-ben említette először oklevél, Zadur néven. Ekkor a szigetvári főesperességhez tartozott. 1460 körül cseh husziták telepedtek meg a faluban.
Zádor a török időkben sem néptelenedett el, mindvégig lakott maradt. Akkori birtokosai, a Sáfrán és Csire családok a falu templomát is megmentették, köveit nem építették be a szigetvári vár falaiba, mint a környező falvakban tették. A régi templom érdekessége, hogy az úrasztala alatt pincerendszer bejárata bújik meg, amelyből alagút vezet.
Az 1950-es megyerendezéssel a korábban Somogy vármegyéhez tartozó települést a Szigetvári járás részeként Baranyához csatolták.
A 16. század végén Zádor János birtoka volt. A 18. században a Batthyány család birtoka lett.
Zádor a 20. század elején Somogy vármegye Szigetvári járásához tartozott. Az 1910-es népszámláláskor 603 lakosa volt, ebből 600 magyar, melyből 188 római katolikus, 413 református volt.
A 2001-es népszámláláskor 392 lakosa volt, 2008 január 1-jén pedig 372 lakos élt a településen.

## Közélete

### Polgármesterei
- 1990–1994: Horváth János (független)[3]
- 1994–1998: Horváth János (független)[4]
- 1998–2002: Barics Attiláné (független)[5]
- 2002–2006: Barics Attiláné (független)[6]
- 2006–2010: Barics Attiláné (független)[7]
- 2010–2014: Barics Attila Árpádné (független)[8]
- 2014–2019: Martinecz István (független)[9]
- 2019–2024: Micsák Tibor (független)[10]
- 2024– : Micsák Tibor (független)[1]

## Népesség
A település népességének változása:
| Lakosok száma | 327  | 318  | 317  | 311  | 293  | 277  | 285  | 293  |
|               | 2013 | 2014 | 2015 | 2019 | 2021 | 2022 | 2023 | 2024 |

A 2011-es népszámlálás során a lakosok 92,6%-a magyarnak, 17,7% cigánynak, 1,9% horvátnak, 1,3% németnek, 0,3% románnak mondta magát (7,1% nem nyilatkozott; a kettős identitások miatt a végösszeg nagyobb lehet 100%-nál). A vallási megoszlás a következő volt: római katolikus 50,6%, református 19,7%, evangélikus 0,3%, felekezeten kívüli 12,6% (16,1% nem nyilatkozott).
2022-ben a lakosság 93,5%-a vallotta magát magyarnak, 18,4% cigánynak, 2,2% horvátnak, 0,7% németnek, 1,4% egyéb, nem hazai nemzetiségűnek (6,5% nem nyilatkozott; a kettős identitások miatt a végösszeg nagyobb lehet 100%-nál). Vallásuk szerint 44,8% volt római katolikus, 13,7% református, 1,8% egyéb keresztény, 1,8% egyéb katolikus, 17,3% felekezeten kívüli (20,6% nem válaszolt).

## Nevezetességei
- Református temploma a 14. században épült. A 19. században késő barokk stílusban építették át.
- Római katolikus temploma 1980 körül épült.